# Delfo Cabrera
Delfor Cabrera Gómez, detto Delfo (Armstrong, 2 aprile 1919 – Buenos Aires, 2 agosto 1981), è stato un maratoneta argentino, campione olimpico della specialità a Londra 1948.

## Biografia
Vincitore a sorpresa della maratona dei Giochi di Londra 1948, la sua prima maratona sulla distanza olimpica, non riuscirà a ripetersi quattro anni dopo ad Helsinki 1952, allorché sarà solo 6º.
In carriera è stato anche campione panamericano nel 1951.
È scomparso nel 1981 all'età di 62 anni a seguito di un incidente stradale.

## Palmarès
| Anno | Manifestazione  | Sede     | Evento   | Risultato | Prestazione | Note |
| ---- | --------------- | -------- | -------- | --------- | ----------- | ---- |
| 1948 | Giochi olimpici | Londra   | Maratona | Oro       | 2h34'51"    |      |
| 1952 | Giochi olimpici | Helsinki | Maratona | 6º        | 2h26'42"    |      |

## Altre competizioni internazionali
1954
- 6º alla Maratona di Boston ( Boston)